# Aucuba
Genre
Classification phylogénétique
Le genre botanique Aucuba regroupe quelques espèces d'arbustes originaires d'Asie centrale ou du Japon. La plus connue d'entre elles est Aucuba japonica, fréquemment plantée en haies ou en buissons, reconnaissable notamment à ses feuilles vertes et luisantes maculées de jaune pour la variété crotonifolia et variegata.
L'aucuba du Japon fait partie des arbustes persistants couramment utilisé dans les jardins de thé.
Traditionnellement, les aucubas étaient classés dans l'ordre des Cornales et dans la famille des Cornacées, mais certains auteurs préféraient les inclure dans la famille des Aucubacées. La classification phylogénétique situe maintenant ce genre dans l'ordre des Garryales et dans la famille des Garryacées.
Les baies ne sont pas comestibles, et présenteraient une certaine toxicité.

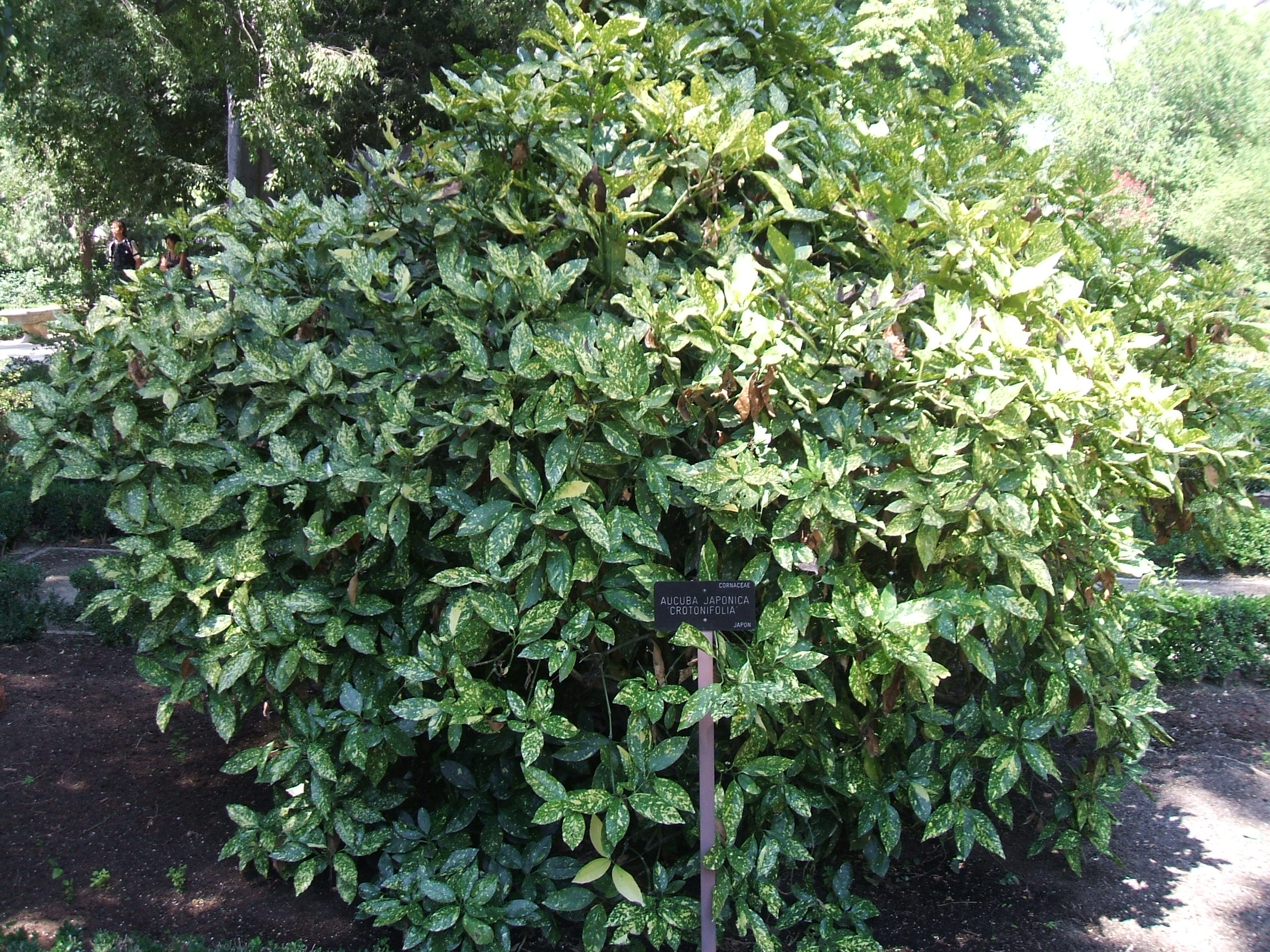
Aucuba japonica (aucuba du Japon)

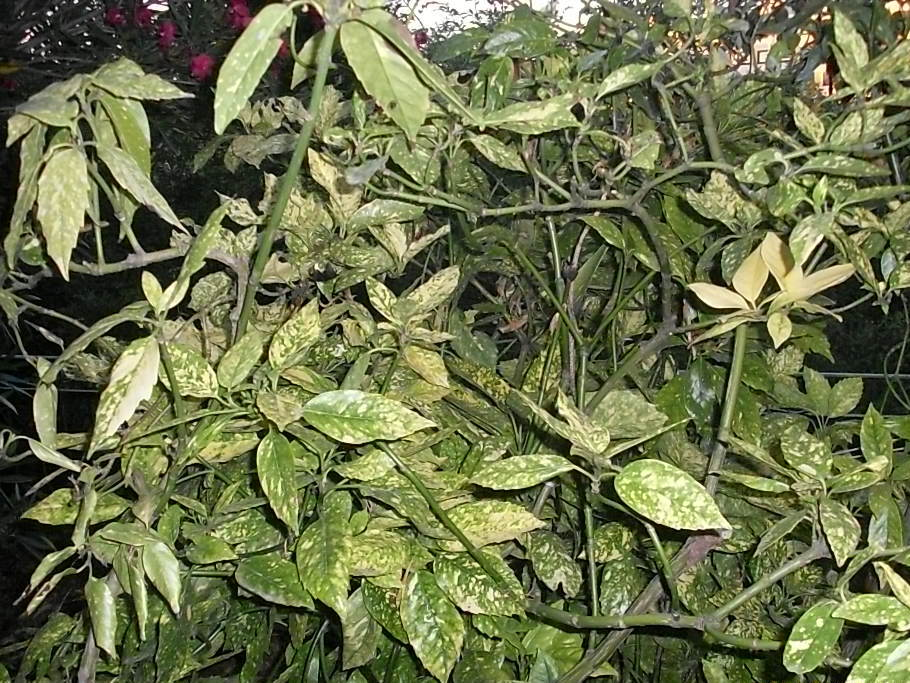
Aucuba à La Penne-sur-Huveaune, France

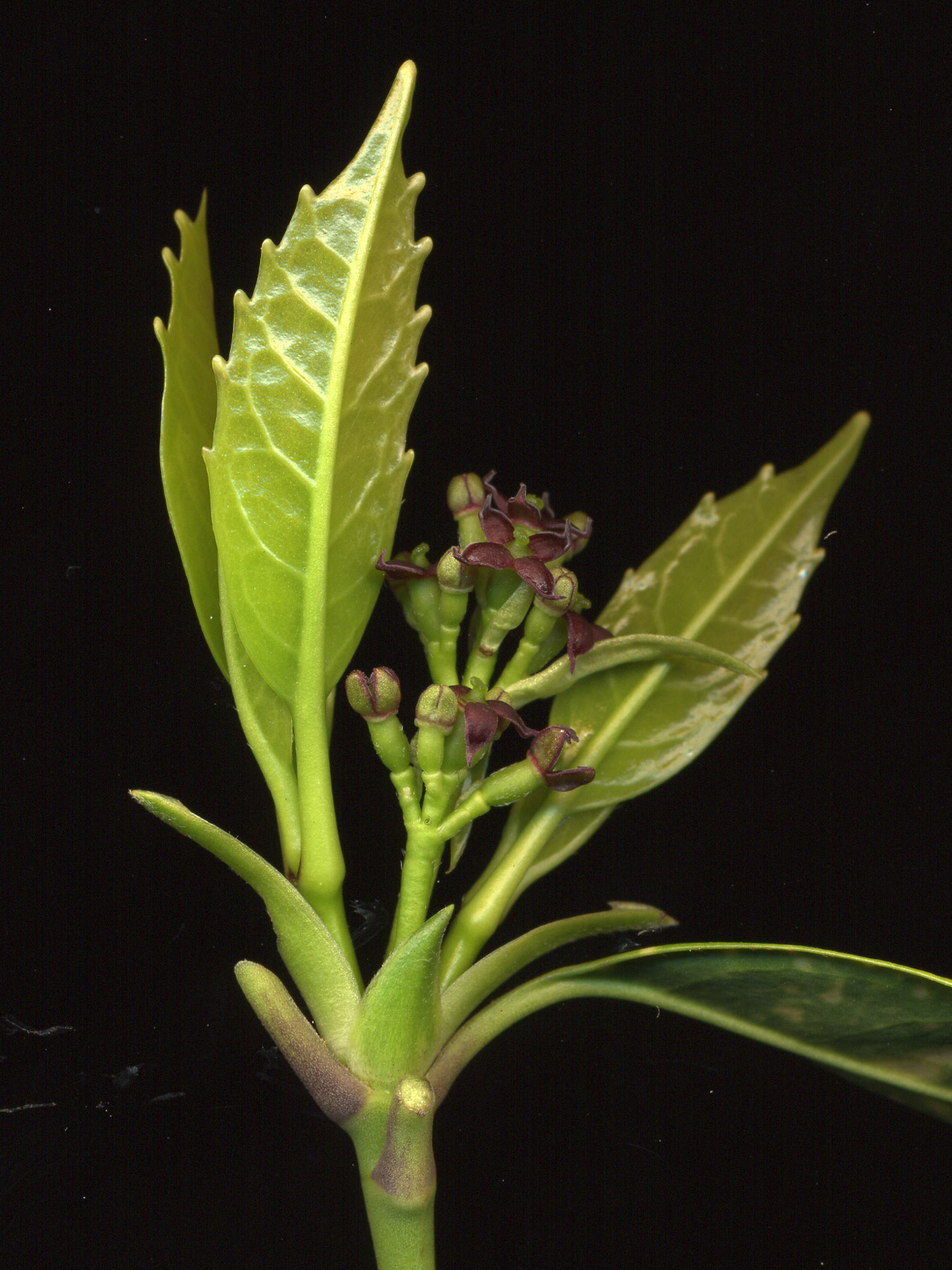
Bourgeon d'Aucuba

## Liste d'espèces
Selon World Checklist of Selected Plant Families (WCSP) (21 Jul 2010) :
- Aucuba albopunctifolia F.T.Wang (1949)
- Aucuba chinensis Benth. (1861)
- Aucuba chlorascens F.T.Wang (1949)
- Aucuba confertiflora W.P.Fang & Soong, J. Sichuan Univ. (1982)
- Aucuba eriobotryifolia F.T.Wang (1949)
- Aucuba filicauda Chun & F.C.How (1958)
- Aucuba himalaica Hook.f. & Thomson (1855)
- Aucuba japonica Thunb. (1783)
- Aucuba obcordata (Rehder) K.T.Fu ex W.K.Hu & Soong (1981)
- Aucuba robusta W.P.Fang & Soong, J. Sichuan Univ. (1982)

Selon NCBI (21 Jul 2010) :
- Aucuba chinensis
- Aucuba eriobotryifolia
- Aucuba himalaica
- Aucuba japonica
- Aucuba omeiensis